# Tour Shanghai
La tour Shanghai (chinois : 上海中心大厦 ; pinyin : shànghǎi zhōngxīn dàshà) est un gratte-ciel du quartier financier de Pudong à Shanghai. L'immeuble, qui s’élève à une hauteur de 632 mètres, a 128 étages et développe une surface de 420 000 mètres carrés. En 2016, c'est la quatrième  plus haute structure construite par l'homme, derrière la Burj Khalifa de Dubai (828 mètres), le Merdeka 118 de Kuala Lumpur (680.5 mètres). C'est le troisième plus haut gratte-ciel du monde, puisque la Tokyo Skytree est une tour de radiodiffusion. La Tour Shanghai a reçu l'Emporis Skyscraper Award 2015 récompensant le gratte-ciel le plus remarquable de l'année 2015.

## Le projet

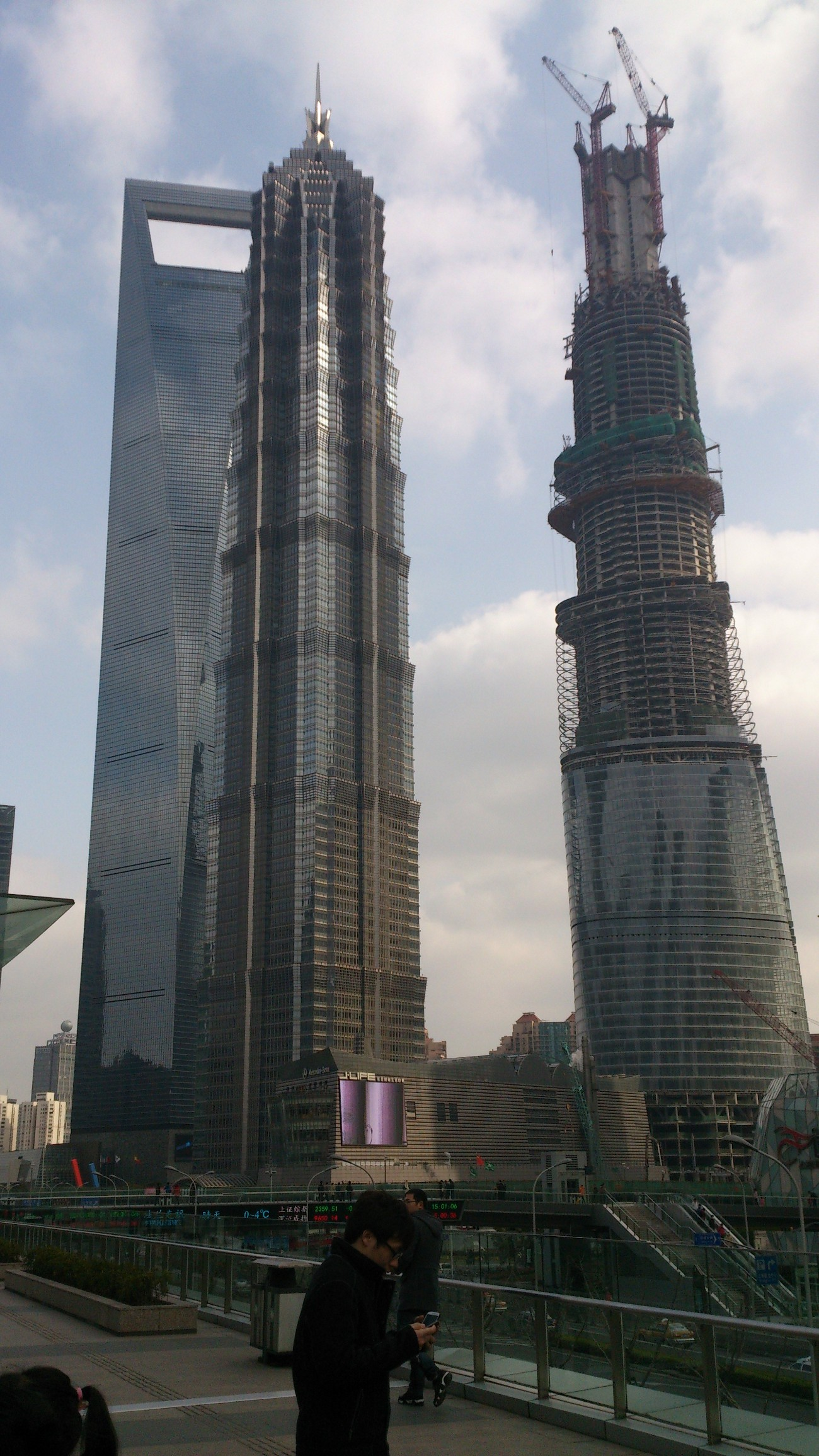
La tour Shanghai en construction et ses voisines achevées (la tour Jinmao et le Shanghai World Financial Center) en mars 2013

L’aménagement urbain du quartier financier de Lujiazui datant de 1993 planifiait trois gratte-ciel géants les uns à côté des autres. La Jin Mao Tower a été achevée en 1998 et le Shanghai World Financial Center en 2008.
Après de nombreux projets proposés par diverses agences architecturales, deux projets arrivent en finale début 2008, tous les deux d’une hauteur de 580 mètres. Celui appelé Dragon par l'agence Gensler fut choisi en juin 2008, c’est une tour recouverte de verre dont la structure décrit une spirale s’élevant vers le ciel.
La tour dispose de neuf jardins intérieurs à différents niveaux, situés entre le bâtiment principal et la façade de verre, chacun d'une hauteur d’au moins 10 mètres. Un parc public a également été créé à l’intérieur du bâtiment.
Une librairie au nom adéquat, Books over the clowds, se situe au cinquante-deuxième étage. Perchée à 239 mètres d'altitude, il s'agit de la librairie la plus haute de Chine.
Marshall Strabala, directeur de la Conception chez Gensler a dit à E-Architect.co.uk, site d'information sur l'architecture, que la Shanghai Tower représente « le futur dynamique de la Chine ». « Ce sera un bâtiment impressionnant dans lequel la Chine verra le futur de la métropole en mouvement et toujours changeante [qu'est Shanghai], mais aussi le futur du dynamique esprit chinois. Il n'y aura pas d'autre tour si unique et si bien conçue dans le monde » dit Strabala.

## Avancement du chantier
Le 28 novembre 2008, le site est prêt et accueille la cérémonie de lancement des travaux. Le chantier débute réellement un peu plus tard cette même année. Le projet a passé une étude d'impact. La construction de la tour emploiera des techniques durables pour en faire un bâtiment respectueux de l’environnement et réduire le coût énergétique.
L’îlot aujourd'hui dévoué au Shanghaï Center, le Z3-2, est un court instant un practice de golf avant que le site ne soit évacué pour les préparatifs.
L'achèvement du bâtiment était initialement prévu pour 2010, à temps pour l’Exposition 2010, mais n'a lieu que le 6 septembre 2015. En juin 2016 toutefois, pour des raisons inconnues, la tour reste close, excepté l'ascenseur qui est ouvert aux visiteurs.[réf. nécessaire]

## Aménagement
L'immeuble est occupé par des bureaux et un hôtel. Le dernier étage se trouve à 561,3 m.
Mitsubishi Electric Corporation a développé l'un des ascenseurs les plus rapides du monde avec une vitesse 20,6 mètres par seconde, soit un peu plus de 74 km/h. L'ascenseur met moins d'une minute, exactement 53 secondes, pour atteindre le 119e étage panoramique depuis le deuxième niveau du sous-sol.

## Ascension clandestine du 31 janvier 2014
Le 31 janvier 2014, un jeune ukrainien, Vadim Makhorov, et un jeune Russe, Vitaly Raskalov, déjà connus pour des exploits similaires, dans le cadre de leur projet Ontheroofs réussissent à pénétrer sur le chantier de la tour en profitant du calme du Nouvel an chinois.
Sur une durée de 18 heures, ils arrivent à monter au sommet de la tour, puis à grimper sur une des grues de construction sans aucun système de sécurité.

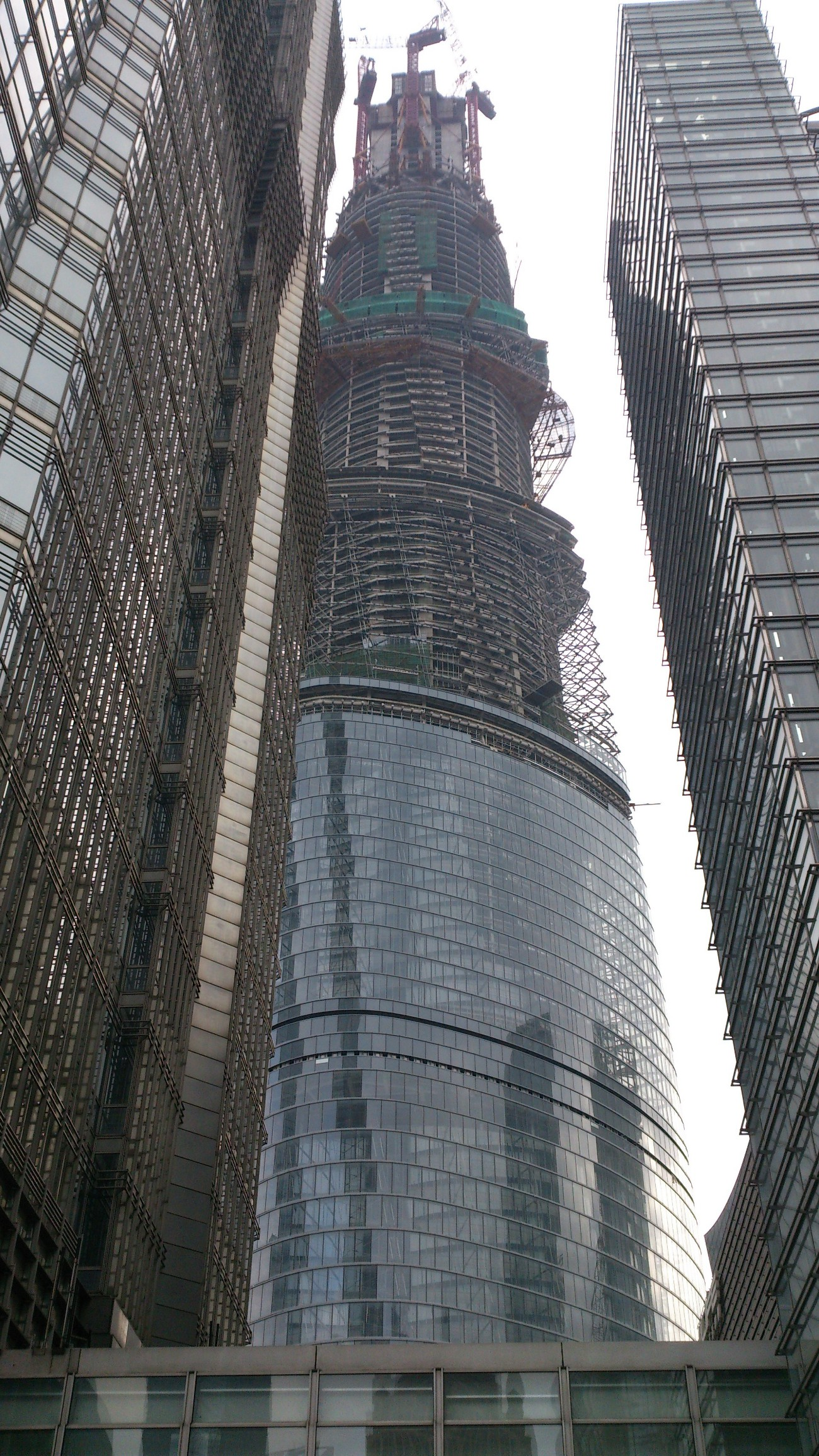
État de l'avancement des travaux en mars 2013

## Galerie

Évolution de la construction de la Shanghaï Tower
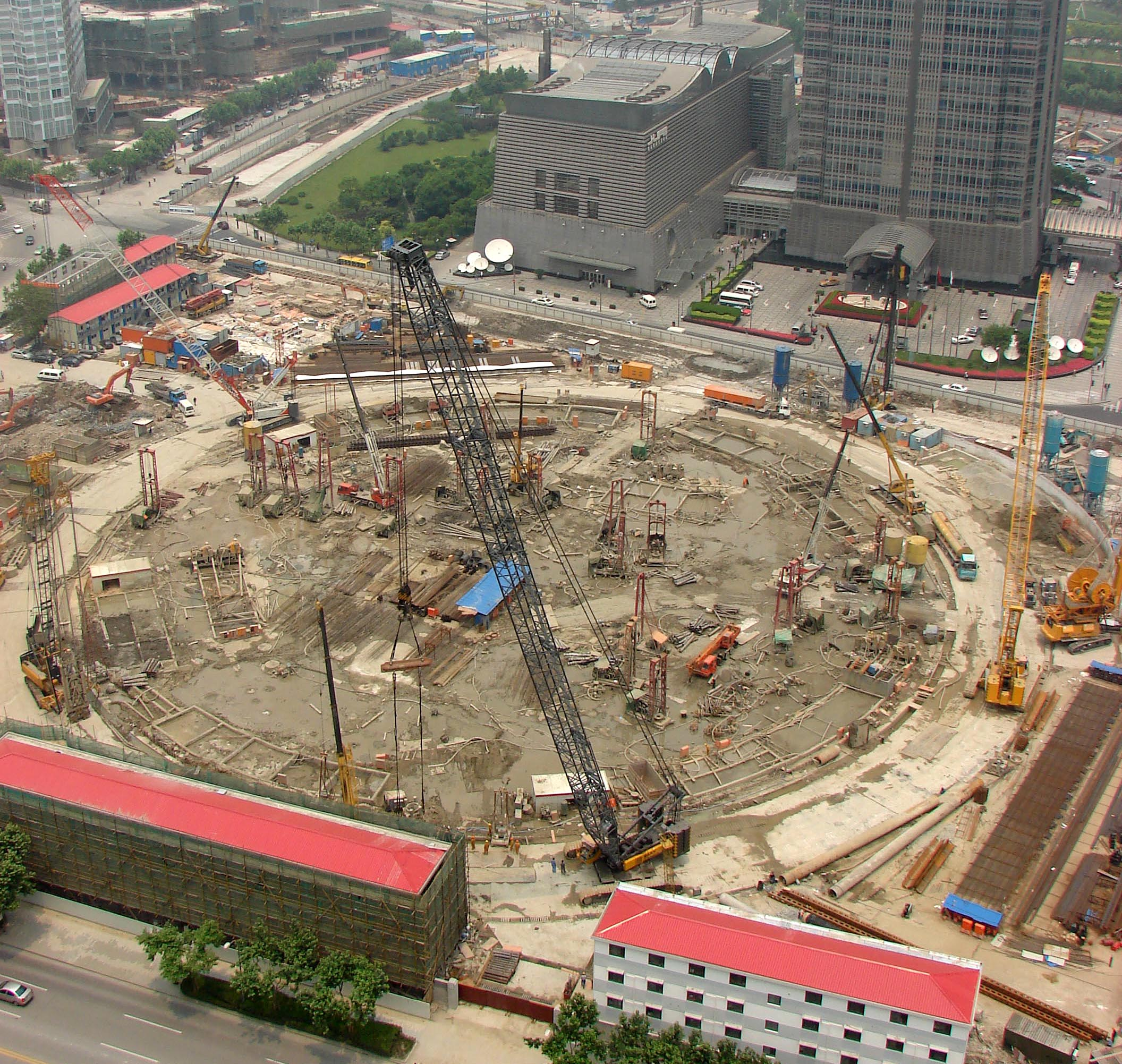
5 juin 2009
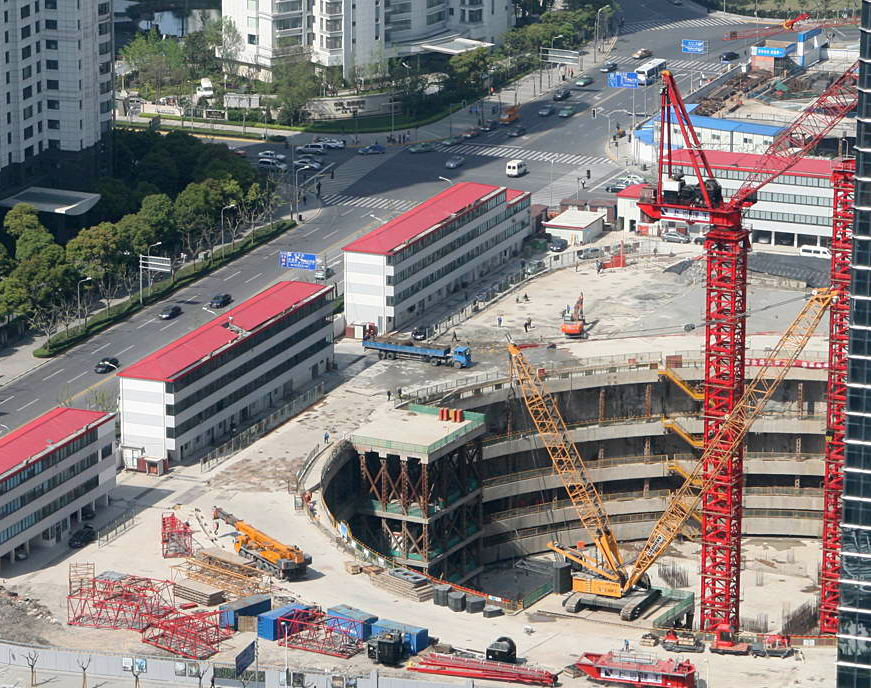
29 avril 2010
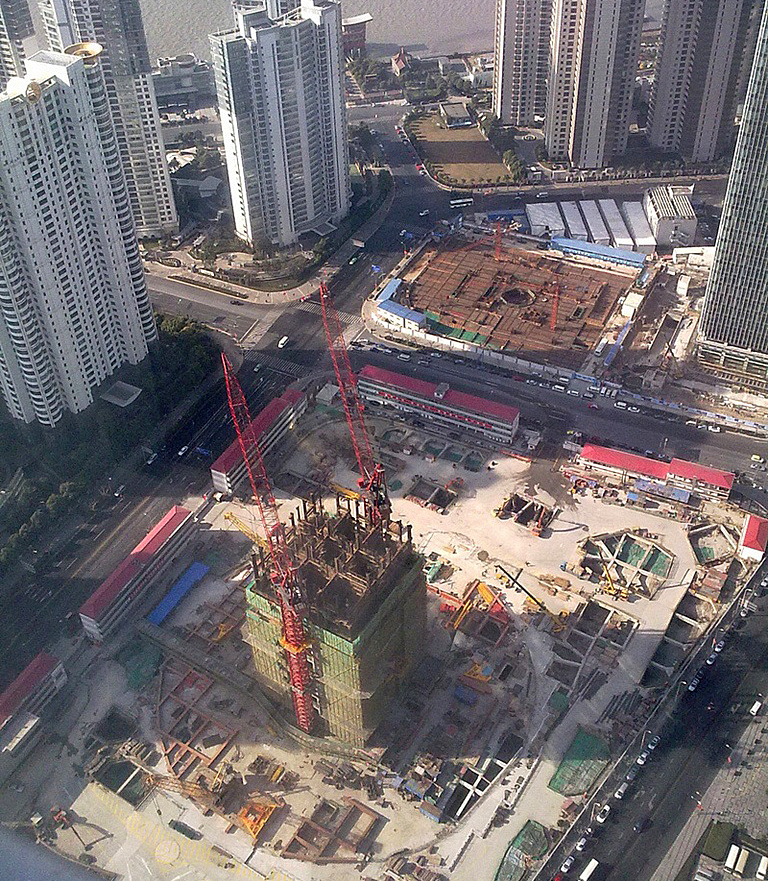
7 janvier 2011
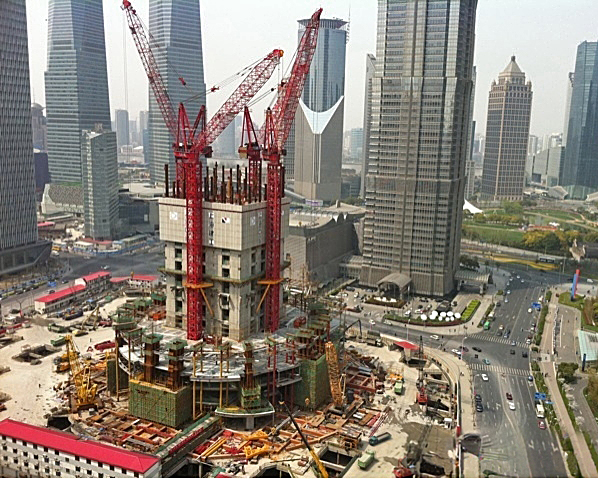
12 avril 2011
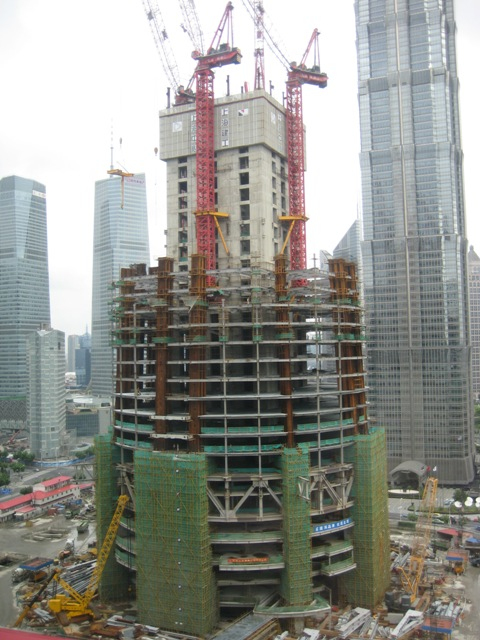
28 août 2011
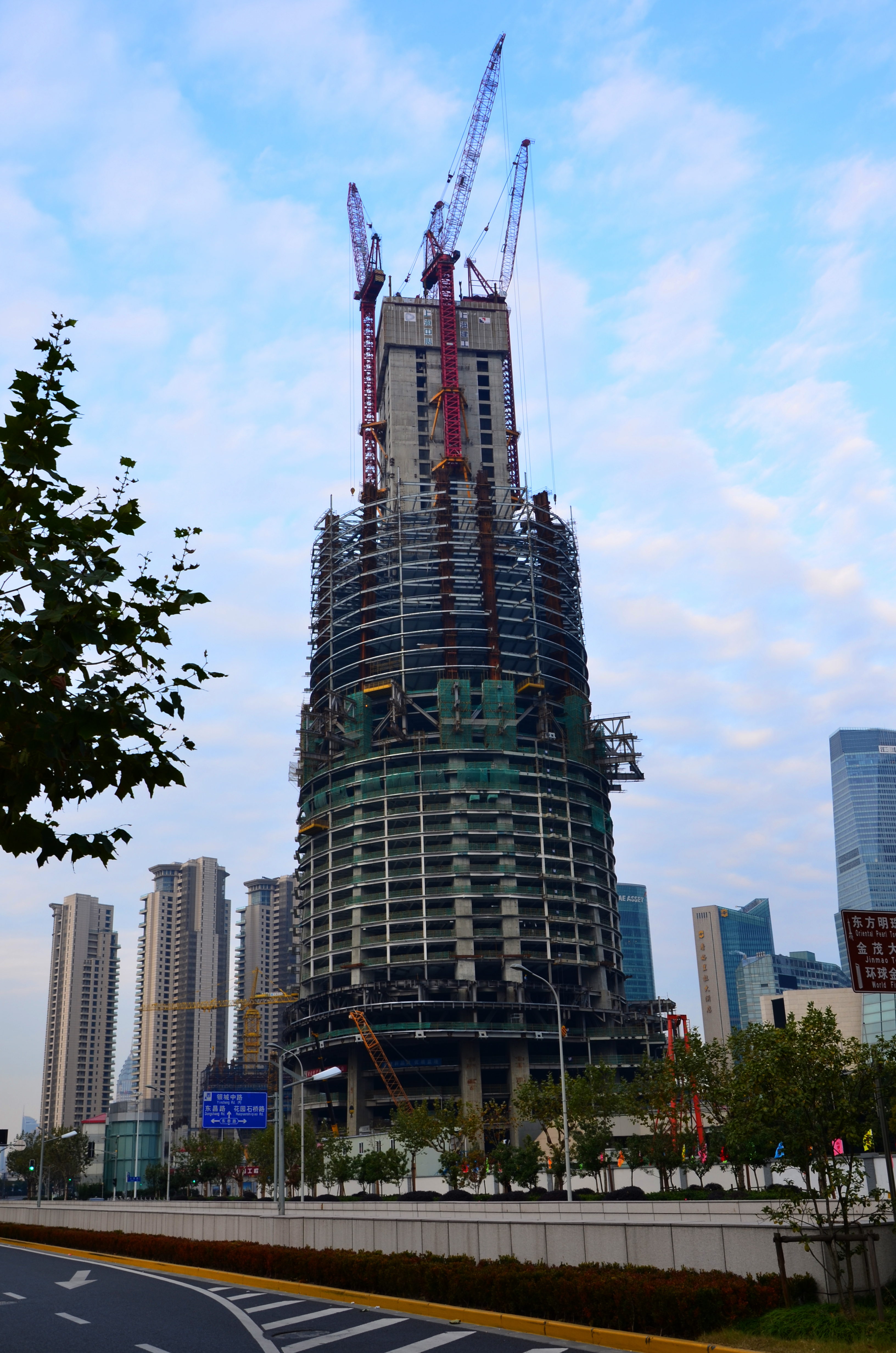
18 décembre 2011
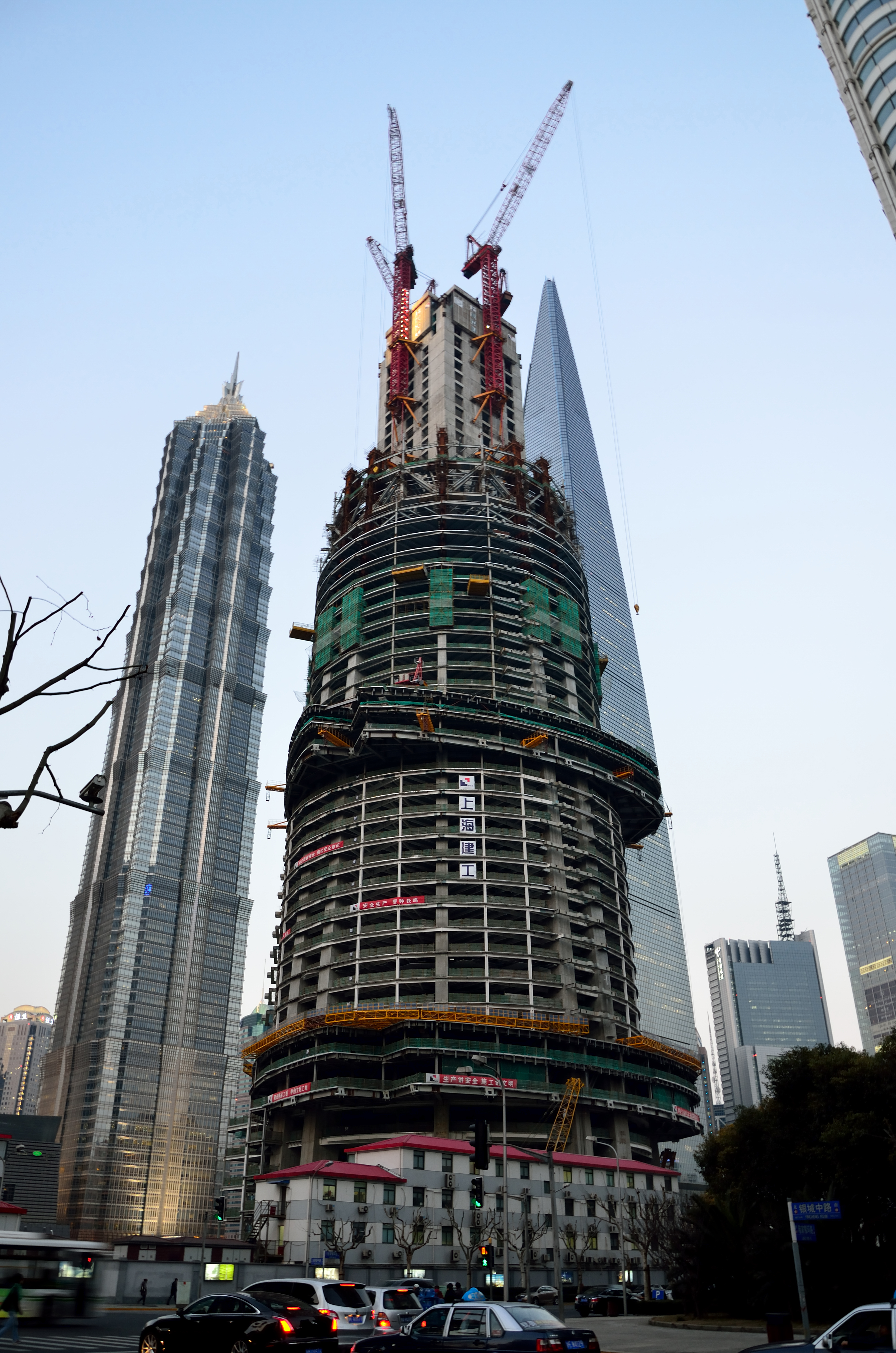
13 mars 2012
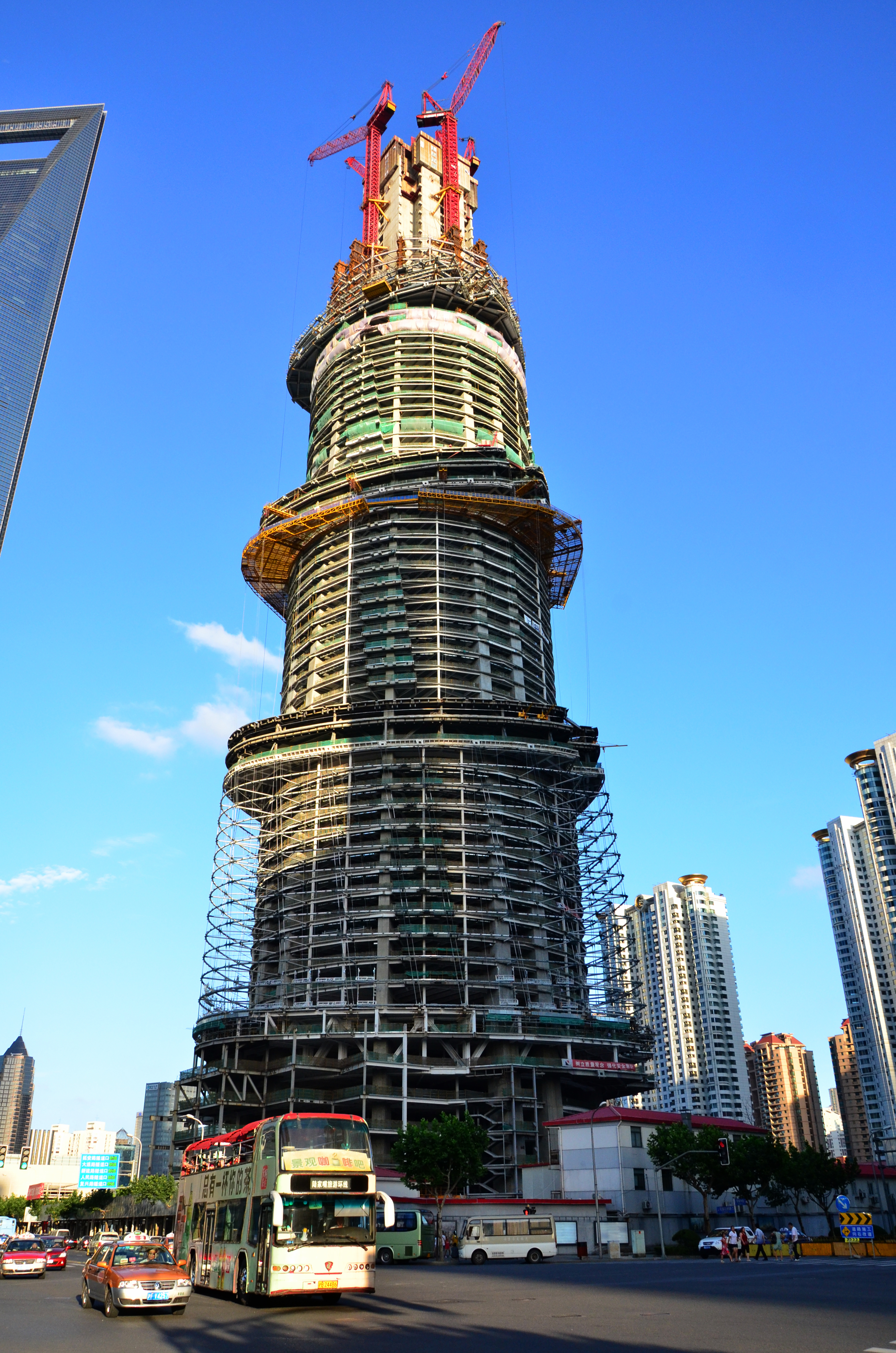
21 juillet 2012
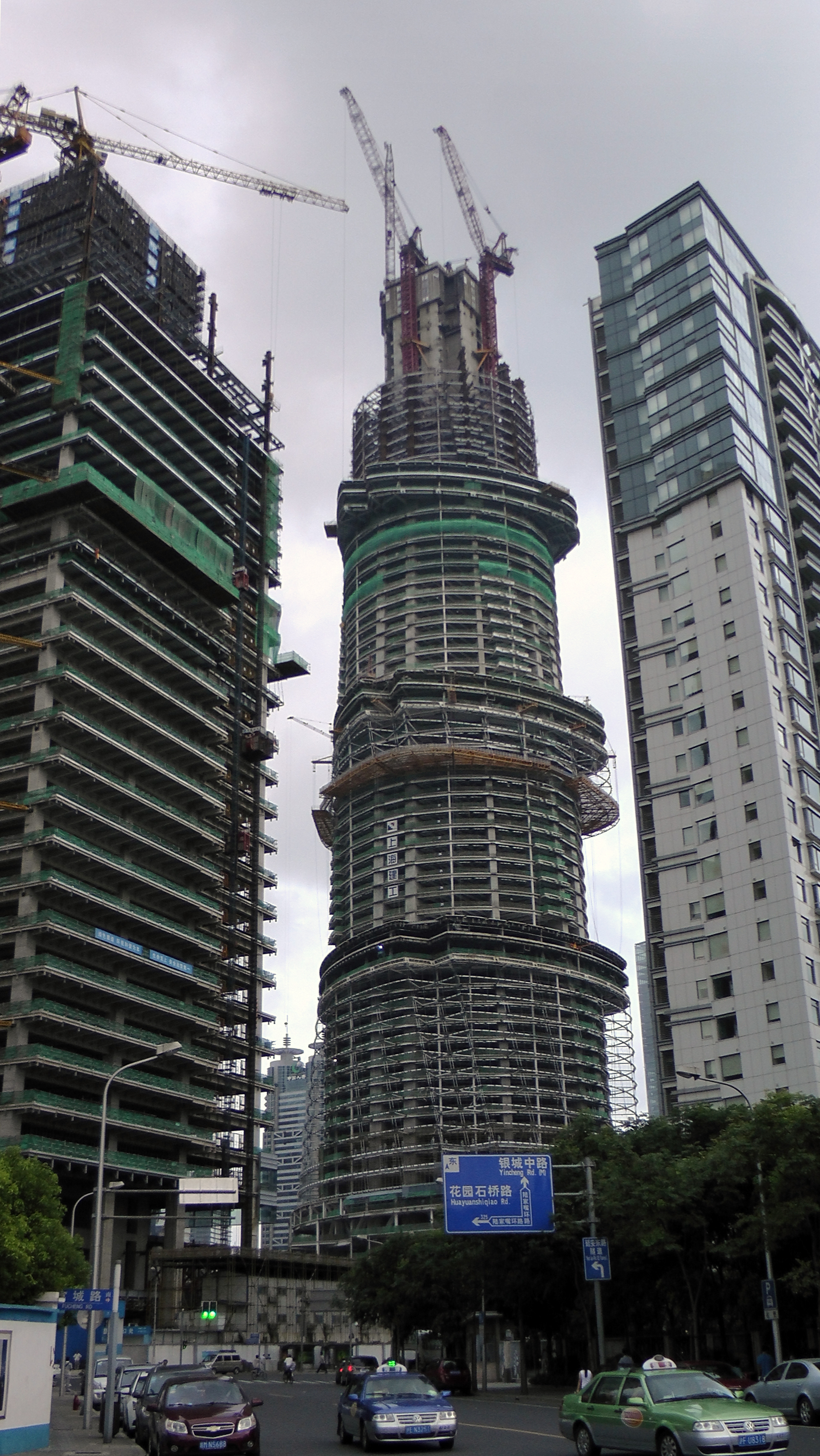
11 août 2012
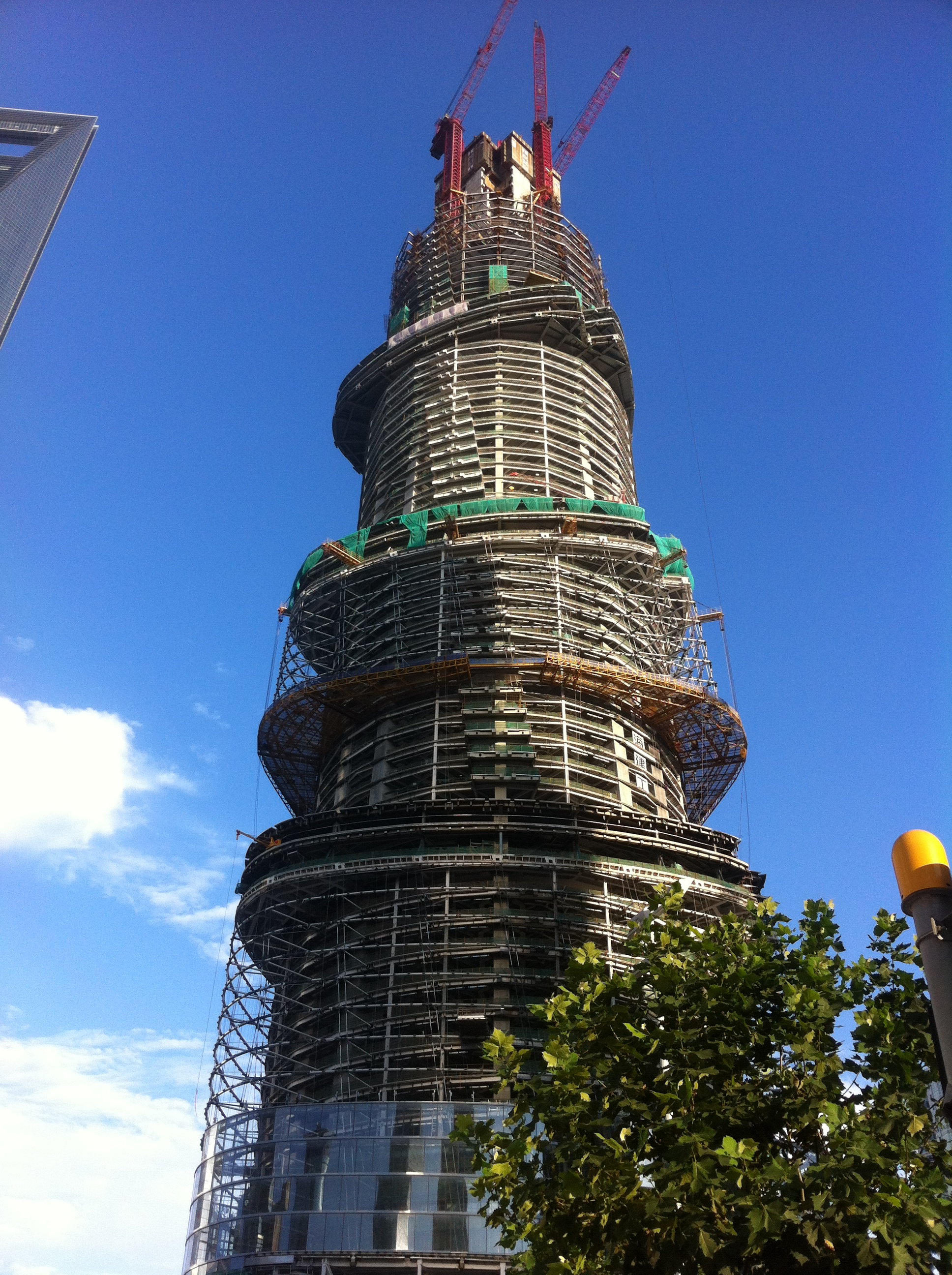
1er septembre 2012
11 octobre 2012
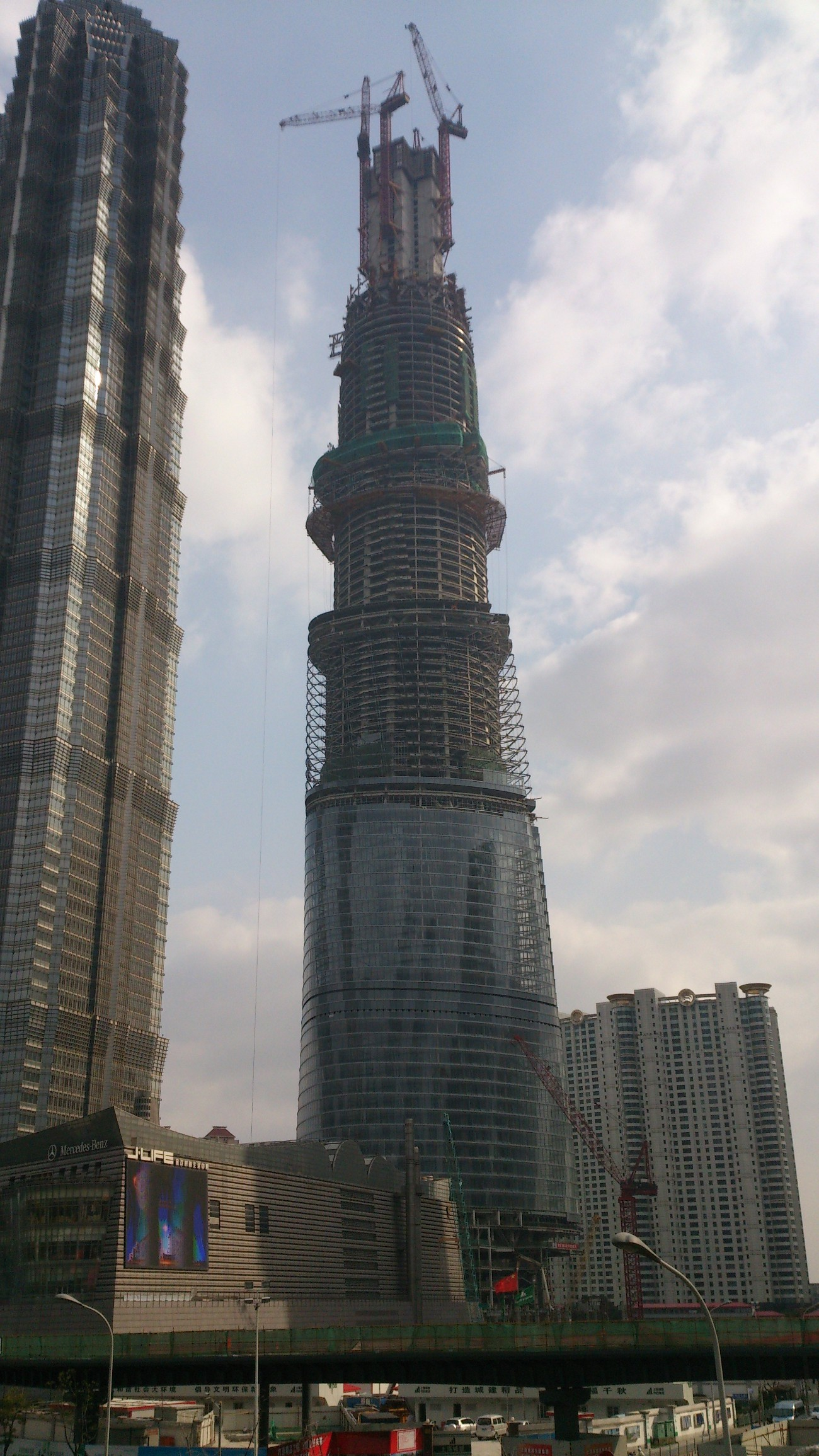
3 mars 2013
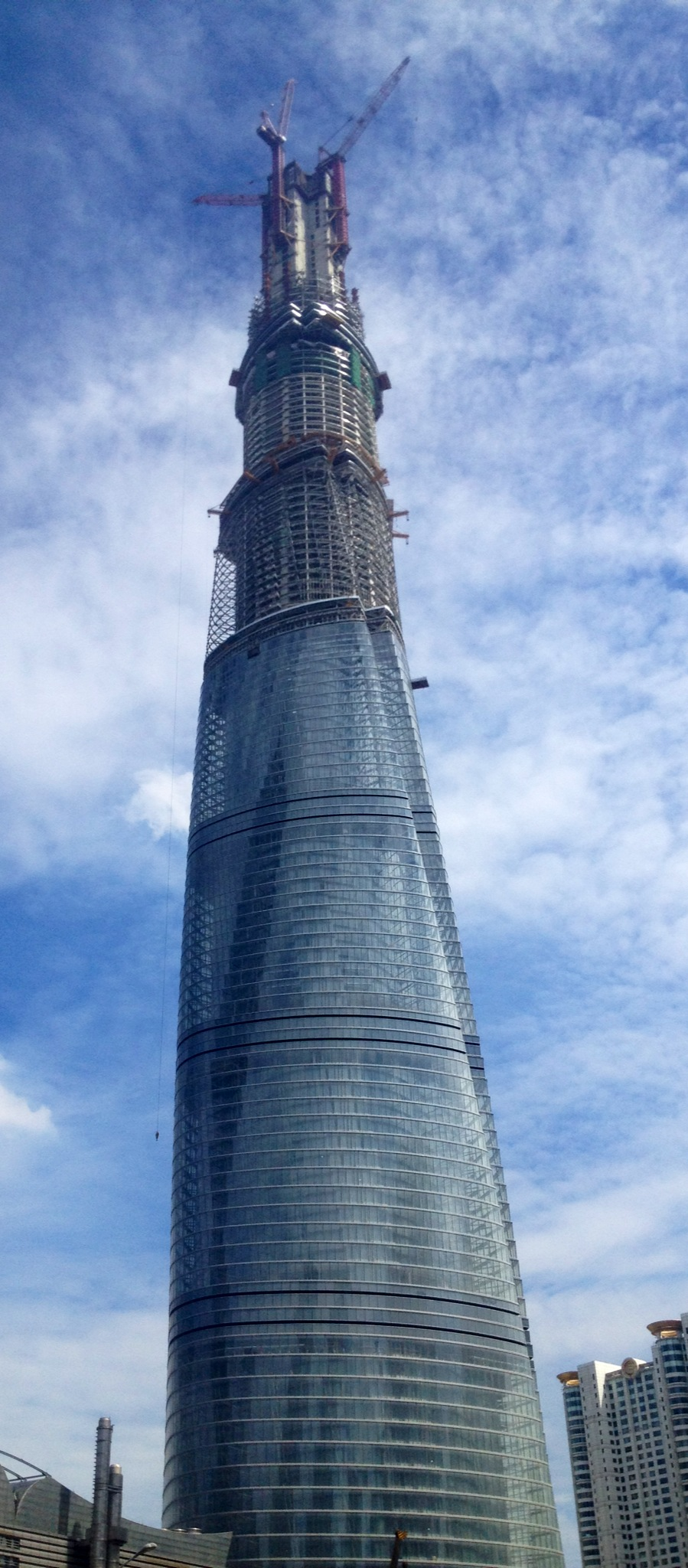
3 août 2013
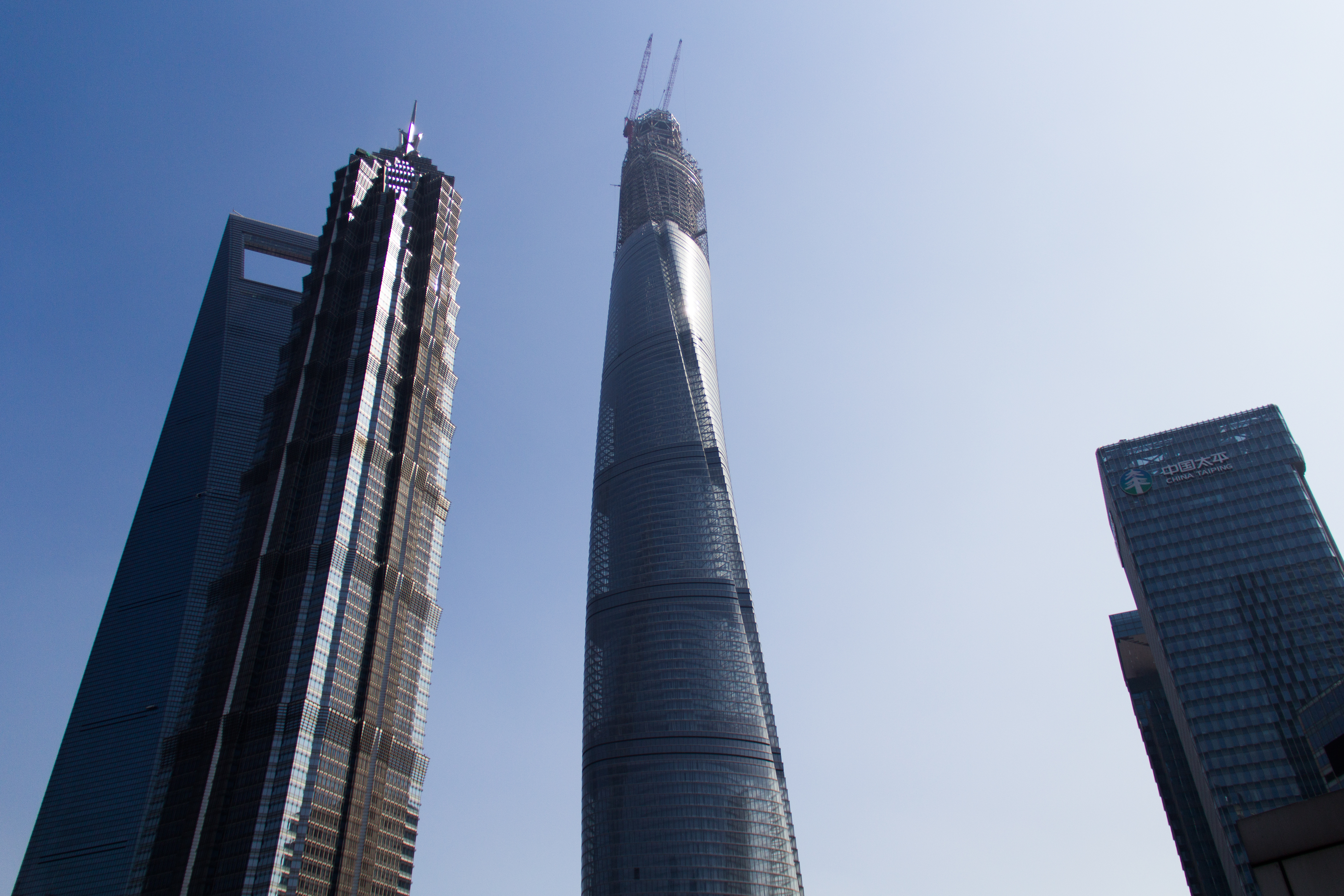
14 mars 2014
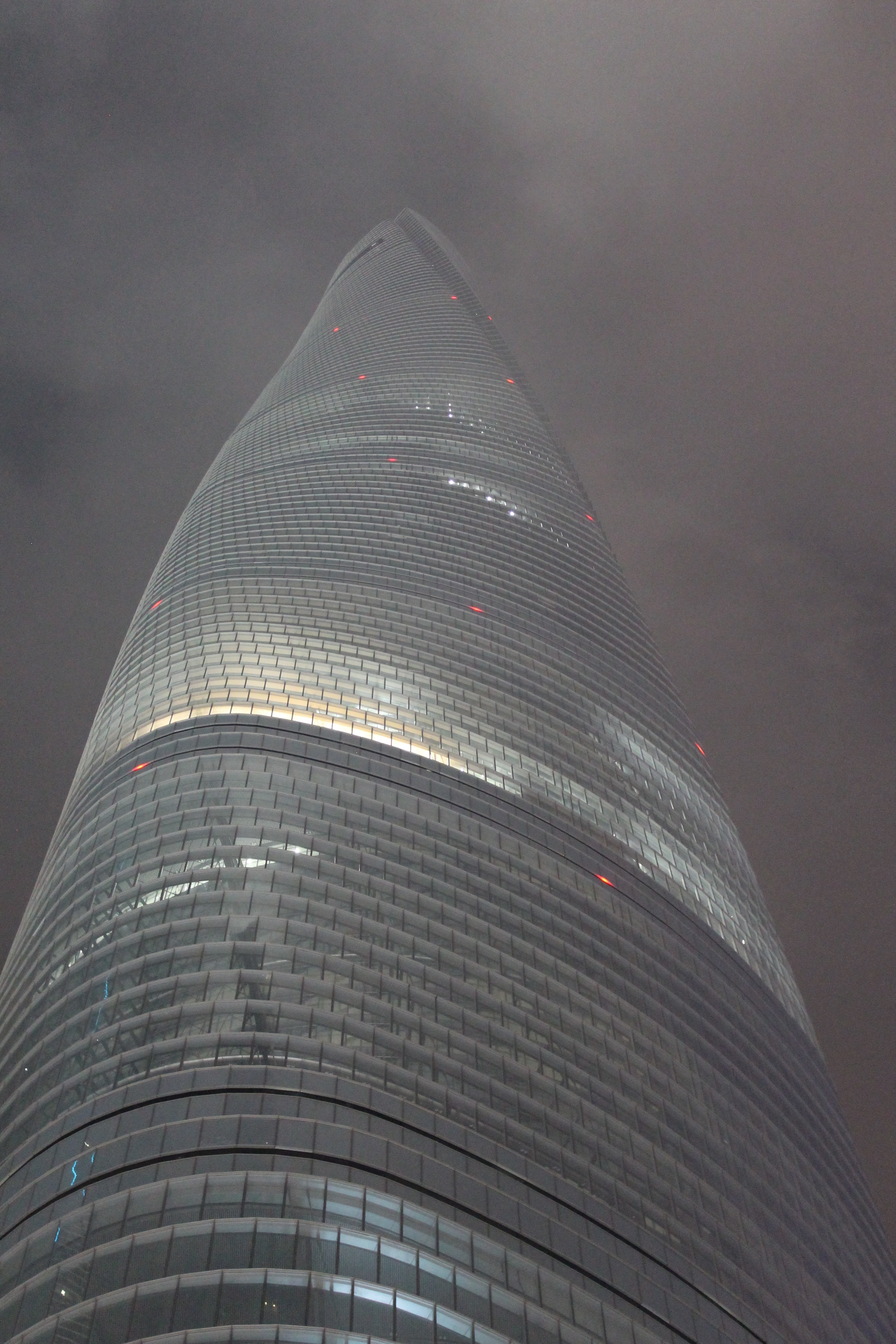
23 mai 2015
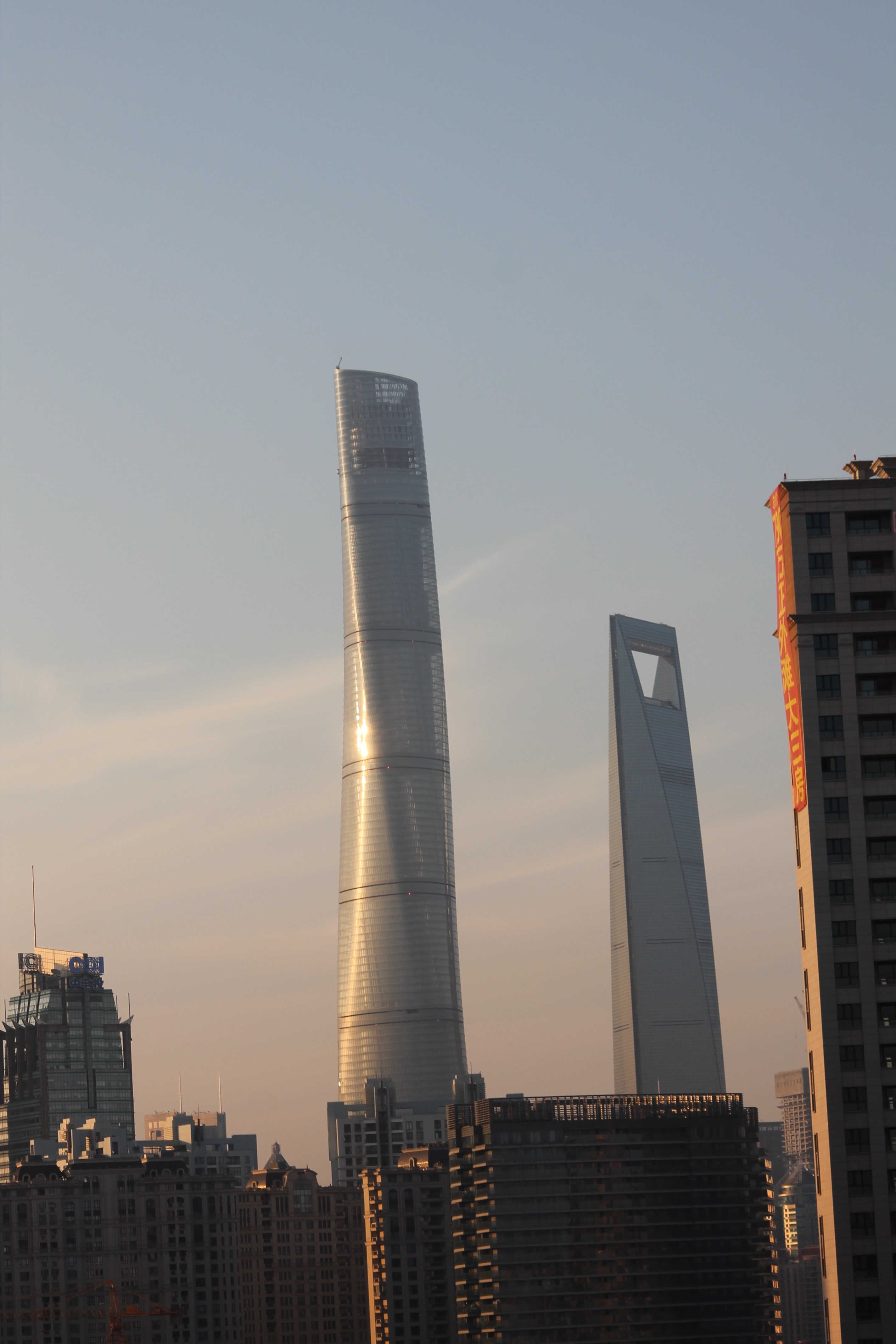
25 mai 2015